# Corriere del Mezzogiorno
El Corriere del Mezzogiorno (Mensajero del Sur de Italia en español) es un periódico italiano regional propiedad de RCS MediaGroup, su sede está en la ciudad de Nápoles, con oficinas editoriales en otras ciudades del sur de Italia. El periódico fue fundado ern 1997 para hacer competencia a La Repubblica.

## Oficinas editoriales
- Nápoles
- Caserta
- Salerno
- Bari
- Foggia
- Lecce
- Catania
- Palermo